# Cor Scorpii
Cor Scorpii (lat. ‚Herz des Skorpions‘) ist eine Extreme-Metal-Band aus Sogndal in Norwegen. Sie ist neben Vreid und Mistur eine Nachfolgeband von Windir. Cor Scorpii ist ein anderer Name für Antares, den 16. hellsten Stern am Himmel. Der Name wurde von den Mitgliedern gewählt, da er nach ihrer Auffassung eine mysteriöse und atmosphärische Ausstrahlung hat und zu Musik und Texten der Band passt. Die Texte sind auf Norwegisch und Englisch geschrieben.

## Bandgeschichte
Nach dem Tode des Windir-Gründers Terje „Valfar“ Bakken gründete Ulcus- und Windir-Keyboarder Gaute Refsnes Ende 2004 seine eigene Band Cor Scorpii. Ihm schlossen sich seine früheren Mitmusiker Stian Bakketeig (Lead-Gitarre) und Jørn Holen (Schlagzeug) an, die Besetzung wurde durch Thomas Øvstedal (Gesang), Rune Sjøthun (Rhythmusgitarre) und Inge Jonny Lomheim (Bass) ergänzt. Im Juli 2005 spielte die Band im Studio 1184 und dem Amla Metal Studio ihre erste Demoaufnahme ein. Attergangar wurde im deutschen Metal Hammer „Demo des Monats“ und erregte die Aufmerksamkeit von Descent Productions. Holen musste die Band nach der Veröffentlichung aufgrund familiärer Gründe sowie der Verpflichtungen in der Band Vreid – einer weiteren Windir-Nachfolgeband – verlassen. Gegen Ende 2006 wurde er durch Ole „Vargon“ Nordsve (Celebratum, The Embraced, ex-Hellstorm) ersetzt.
Im Juli/August 2007 wurde ihr erstes Album Monument in Børge Finstads Top Room Studio aufgenommen und abgemischt; gemastert wurde es im Studio Tailor Maid. Es wurde 2008 veröffentlicht. 2008 spielten Cor Scorpii auf norwegischen Metal-Festivals, unter anderem auf dem Inferno Metal Festival in Oslo.
Im Januar 2010 gaben Cor Scorpii bekannt, dass Gitarrist Stian „Strom“ Bakketeig die Band verlassen hat, nachdem er bei Vreid eingestiegen ist und nicht mehr genügend Zeit für Cor Scorpii hatte. Im Juni 2010 gab die Band Erlend Nybø als Stroms Nachfolger bekannt.

## Stil
Im Vergleich zu Vreid ist das Erbe Windirs bei Cor Scorpii viel stärker ausgeprägt, auch wenn keines der Bandmitglieder in das Songwriting Windirs involviert war. Dennoch bestehen deutliche Unterschiede. Die für Windir charakteristischen Folk-Einflüsse wurden durch klassische ersetzt, eine stilistische Neuerung gegenüber Windir ist der Einsatz eines klassischen Pianos. Als bedeutende Einflüsse nennt Gaute Refsnes Bands wie Emperor, Limbonic Art, Death, Obtained Enslavement, Satyricon und Burzum sowie Komponisten wie Sergei Prokofiev, Edvard Grieg, Sergei Rachmaninov und Erik Satie. In ihren Texten behandelt die Band die dunkleren Seiten der menschlichen Seele. Refsnes nennt als Beispiele für ihre Themen Rache, Hass, Tod und den Niedergang der Welt, erklärt seine Texte jedoch nicht detailliert. Wichtig sei, dass der Texte der Atmosphäre des Lieds entspreche; deshalb seien einige Texte in norwegischer und andere in englischer Sprache.

## Diskografie
- 2005: Attergangar (Demo)
- 2008: Monument
- 2018: Ruin